# Hesperophanes sericeus
Hesperophanes sericeus är en skalbaggsart som först beskrevs av Johan Christian Fabricius 1787.
Hesperophanes sericeus ingår i släktet Hesperophanes och familjen långhorningar. Artens utbredningsområde är Corsica, Frankrike, Israel och Portugal. Inga underarter finns listade i Catalogue of Life.

## Bildgalleri

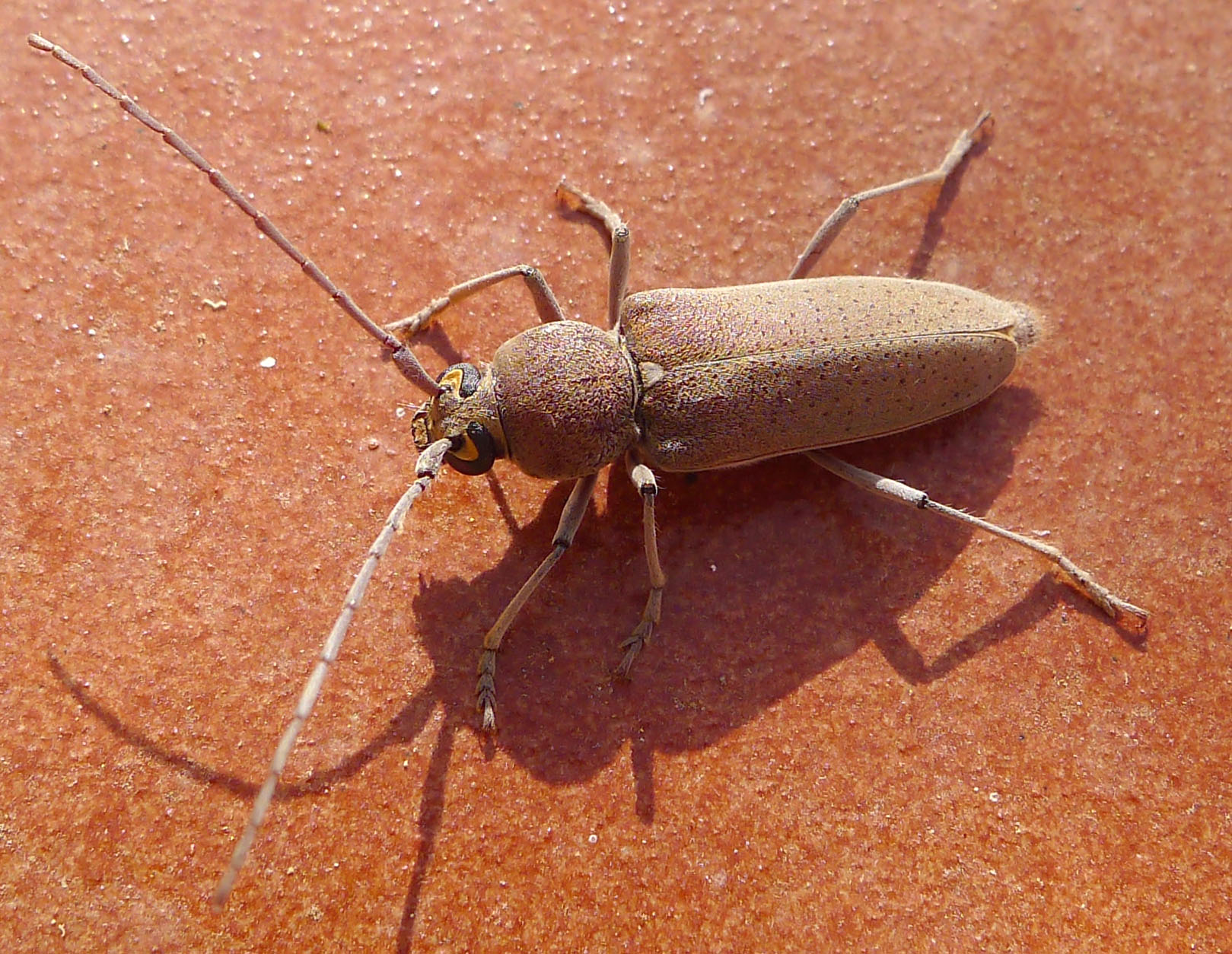
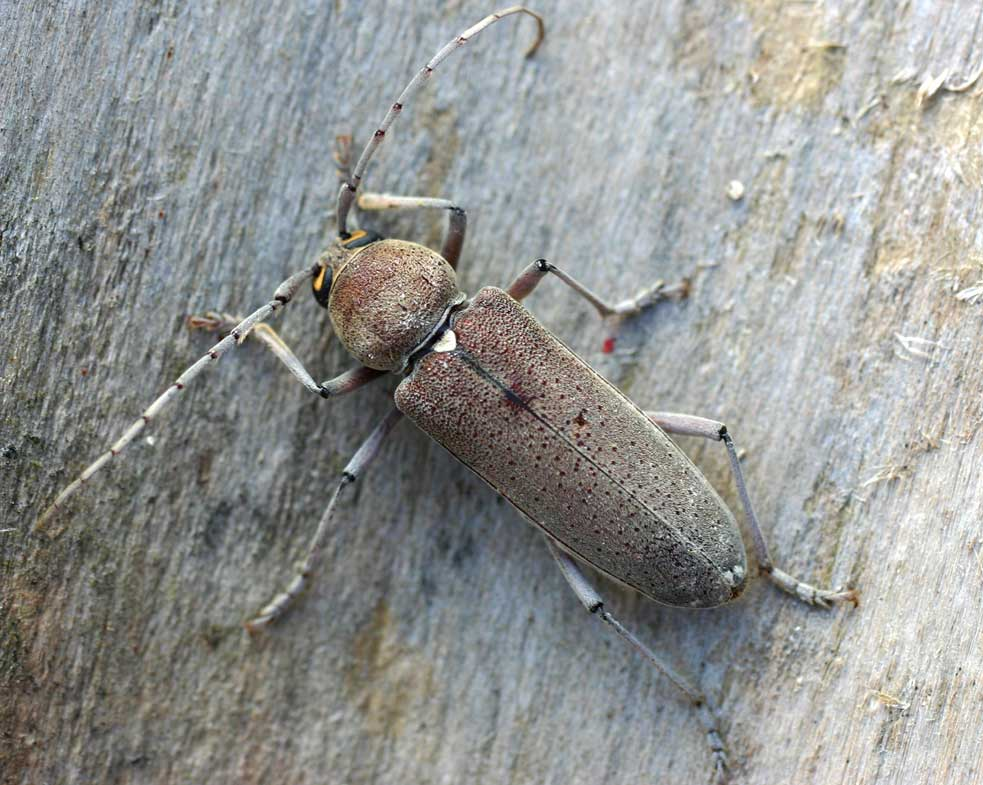
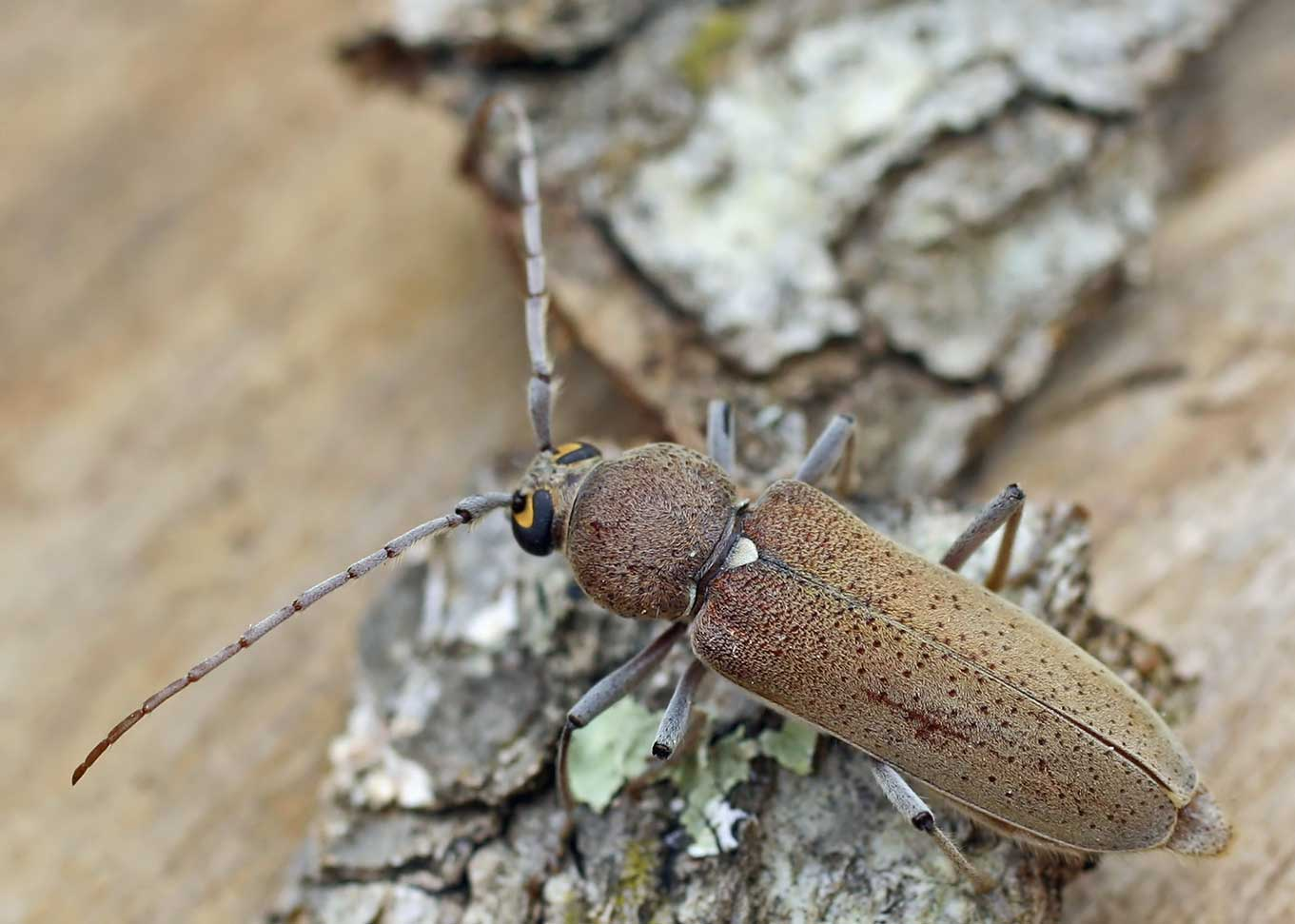